# Kuća Crnoglavih
Kuća Crnoglavih (latvijski: Melngalvju nams) u Rigi sagrađena je u 14. stoljeću za potrebe gradskih čelnika i trgovaca. Takozvano udruženje crnoglavih zauzelo je zgradu iako se naziv Kuća Crnoglavih pojavio tek 1687. Udruženje je 1713. dobilo puno vlasništvo. Nekada se u ovoj zgradi nalazila najveća kolekcija srebrnih predmeta na svijetu. Zgrada je porušena tijekom Drugog svetskog rata, ali su 1995. postavljeni temelji nove zgrade koja se danas tamo nalazi. Memorijalna kapsula je ugrađena u temelje. Radovi su završeni 1999.